# Heleen van Royen
Heleen van Royen o Helena Margaretha Kroon (Ámsterdam, 9 de marzo de 1965) es una novelista y periodista neerlandesa. Su novela De gelukkige huisvrouw fue la novela holandesa más vendida en 2010. Las descripciones más naturales de sexualidad -incluida la suya propia- que se encuentran en sus libros y sus columnas han encontrado una atención considerable, al igual que sus personales revelaciones sobre fantasías sexuales, incluso al punto de ridiculizarse: Dorine Wiersma ganó el Premio Annie M.G. Schmidt para la mejor canción teatral por "Stoute Heleen", un crudo pastiche de van Royen de representaciones de su sexualidad propia. Dos de sus novelas han sido adaptadas para películas, De gelukkige huisvrouw (2009, adaptado en el mismo año) y De ontsnapping 2010. En noviembre de 2006, Van Royen posó desnuda para Playboy.